# Третий дивизион чемпионата мира по хоккею с шайбой 2024
Чемпионат мира по хоккею с шайбой 2024 года в III дивизионе — спортивное соревнование по хоккею с шайбой под эгидой ИИХФ, которое прошло в группе А с 10 по 16 марта в столице Кыргызстана Бишкеке и в группе В с 23 по 29 февраля в столице Боснии и Герцеговины (второй год подряд) Сараево.

## Регламент
- По итогам турнира в группе А: команда, занявшая первое место получает право играть в группе B второго дивизиона чемпионата мира 2025 года, а команда, занявшая последнее место, переходит в группу B.
- По итогам турнира в группе B: команда, занявшая первое место, получают право играть играть в 2025 году в группе А, а команда, занявшая последнее место, переходит в четвёртый дивизион чемпионата мира 2025 года.

## Итоги турнира

### Группа A
- Сборная Таиланда перешла в группу В второго дивизиона
- Сборная Мексики вылетела в группу В третьего дивизиона

### Группа B
- Сборная Боснии и Герцеговины перешла в группу А третьего дивизиона
- Сборная Ирана вылетела в четвёртый дивизион

## Участвующие команды
В чемпионате приняли участие 12 национальных команд — две из Европы одна из Северной Америке, одна из Африки, а остальные из Азии.
Сборная Мексики пришла с турнира второго дивизиона чемпионата мира 2023 года, сборная Филиппин пришла с турнира четвёртого дивизиона чемпионата мира 2023 года, а остальные сборные пришли с турнира третьего дивизиона чемпионата мира 2023 года.

### Группа А
| Сборная      | Квалификация                                                                           |
| ------------ | -------------------------------------------------------------------------------------- |
| Мексика      | Заняла 6-е место в группе В второго дивизиона и вылетела оттуда в 2023 году            |
| Туркменистан | Заняла 2-е место в группе A третьего дивизиона в 2023 году                             |
| ЮАР          | Заняла 3-е место в группе A третьего дивизиона в 2023 году                             |
| Таиланд      | Заняла 4-е место в группе A третьего дивизиона в 2023 году                             |
| Люксембург   | Заняла 5-е место в группе A третьего дивизиона в 2023 году                             |
| Кыргызстан   | Хозяева, заняла 1-е место в группе В третьего дивизиона и поднялась оттуда в 2023 году |

### Группа В
| Сборная              | Квалификация |
| -------------------- | --- |
| КНДР                 | Заняла 6-е место в группе А третьего дивизиона и вылетела оттуда в 2023 году (в 2023 году не участвовала в турнире) |
| Босния и Герцеговина | Хозяева, заняла 2-е место в группе В третьего дивизиона в 2023 году                                                 |
| Гонконг              | Заняла 3-е место в группе В третьего дивизиона в 2023 году                                                          |
| Сингапур             | Заняла 4-е место в группе В третьего дивизиона в 2023 году                                                          |
| Иран                 | Заняла 5-е место в группе В третьего дивизиона в 2023 году                                                          |
| Филиппины            | Заняла 1-е место в четвёртом дивизионе и поднялась оттуда в 2023 году                                               |

## Группа А

### Таблица
|  | Команда, выходящая в группу B второго дивизиона чемпионата мира 2025 года   |
|  | Команда, вылетающая в группу B третьего дивизиона чемпионата мира 2025 года |

| М | Сборная      | И | В | ВО | ПО | П | ШЗ | ШП | РШ  | О  |
| - | ------------ | - | - | -- | -- | - | -- | -- | --- | -- |
| 1 | Таиланд      | 5 | 5 | 0  | 0  | 0 | 38 | 9  | +29 | 15 |
| 2 | Кыргызстан   | 5 | 4 | 0  | 0  | 1 | 37 | 22 | +15 | 12 |
| 3 | Люксембург   | 5 | 2 | 1  | 0  | 2 | 22 | 17 | -5  | 8  |
| 4 | Туркменистан | 5 | 2 | 0  | 0  | 3 | 23 | 31 | -8  | 6  |
| 5 | ЮАР          | 5 | 1 | 0  | 0  | 4 | 13 | 26 | -13 | 3  |
| 6 | Мексика      | 5 | 0 | 0  | 1  | 4 | 15 | 33 | -18 | 1  |

## Группа В

### Таблица
|  | Команда, выходящая в группу А третьего дивизиона чемпионата мира 2025 года       |
|  | Команда, вылетающая в Четвёртый дивизион чемпионата мира по хоккею с шайбой 2025 |

| М | Сборная              | И | В | ВО | ПО | П | ШЗ | ШП | РШ  | О  |
| - | -------------------- | - | - | -- | -- | - | -- | -- | --- | -- |
| 1 | Босния и Герцеговина | 5 | 4 | 0  | 1  | 0 | 25 | 11 | +14 | 13 |
| 2 | КНДР                 | 5 | 4 | 0  | 0  | 1 | 38 | 22 | +16 | 12 |
| 3 | Гонконг              | 5 | 3 | 1  | 0  | 1 | 40 | 23 | +17 | 11 |
| 4 | Филиппины            | 5 | 2 | 0  | 0  | 3 | 30 | 30 | 0   | 6  |
| 5 | Сингапур             | 5 | 1 | 0  | 0  | 4 | 20 | 35 | -15 | 3  |
| 6 | Иран                 | 5 | 0 | 0  | 0  | 5 | 14 | 45 | -31 | 0  |